# Фервју (Илиноис)
Фервју (енгл. Fairview) град је у америчкој савезној држави Илиноис.

## Демографија
По попису из 2010. године број становника је 522, што је 29 (5,9%) становника више него 2000. године.
| Група             | 2000.       | 2010.       |
| Белци             | 489 (99,2%) | 511 (97,9%) |
| Афроамериканци    | 0 (0,0%)    | 4 (0,8%)    |
| Азијати           | 2 (0,4%)    | 2 (0,4%)    |
| Хиспаноамериканци | 1 (0,2%)    | 0 (0,0%)    |
| Укупно            | 493         | 522         |